# Athérey
Pour les articles homonymes, voir Athérey.
Athérey est une ancienne commune française du département des Pyrénées-Atlantiques. En 1843, la commune fusionne avec Licq pour former la nouvelle commune de Licq-Athérey.

## Géographie

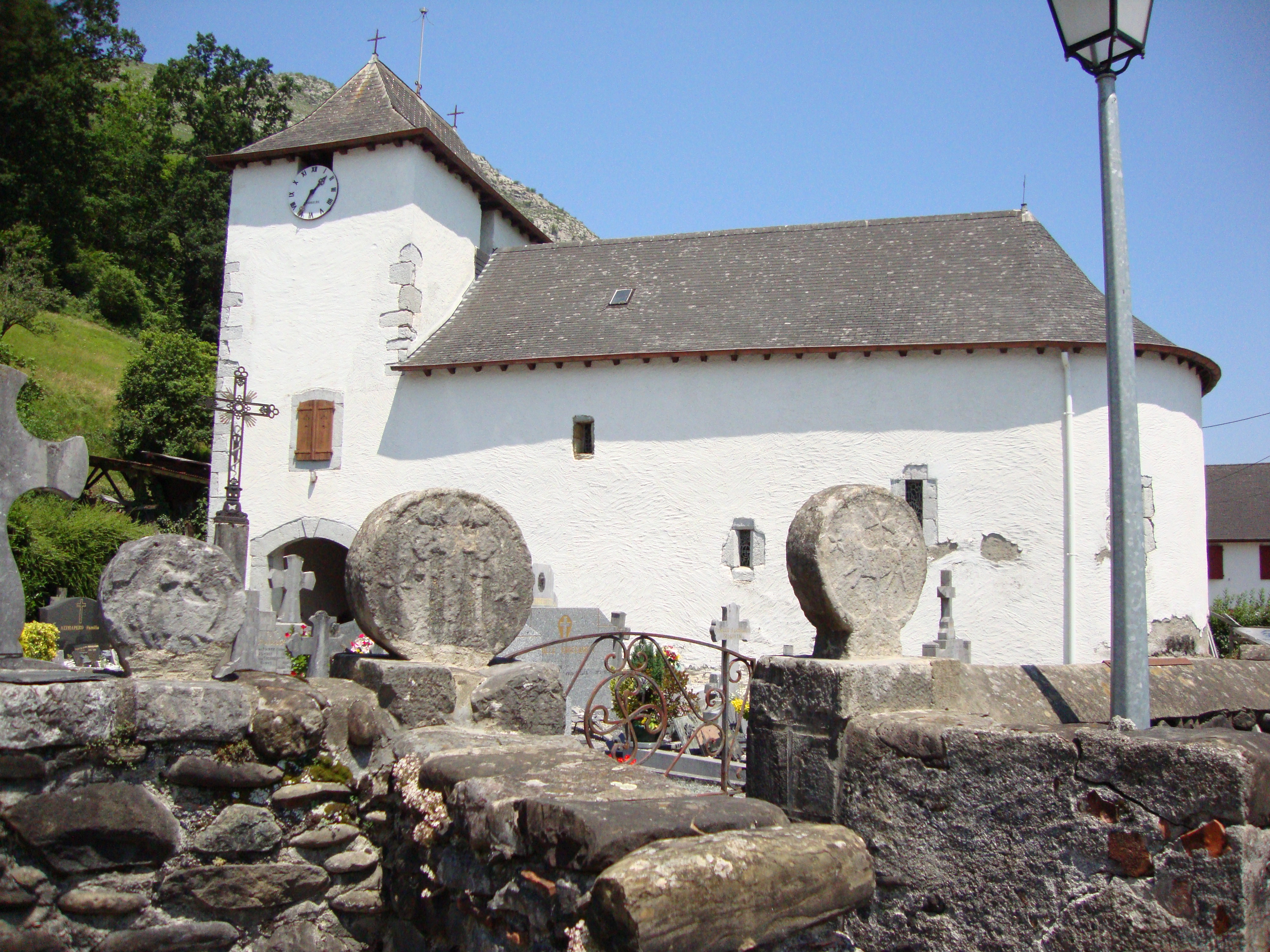
Athérey, l'église avec stèles discoïdales fixées sur le mur du cimetière

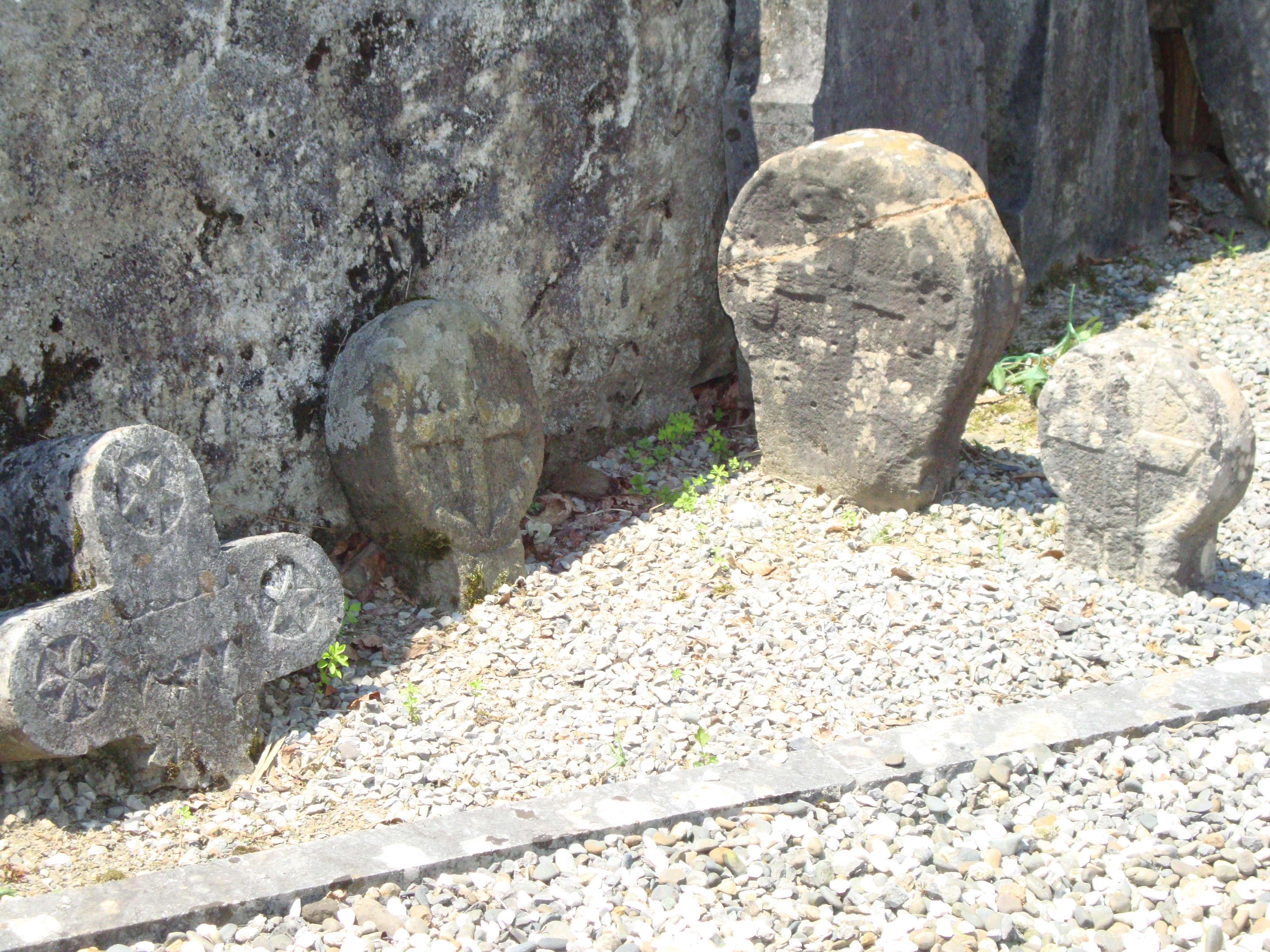
Athérey, vieilles stèles

Le village fait partie de la Soule.

## Toponymie
Le toponyme Athérey apparaît sous la forme 
Aterey (1479, contrats d'Ohix) et 
Atherey (1793 et 1801, Bulletin des Lois pour cette dernière forme).
Son nom basque est Atherei.

## Démographie
| 1793 | 1800 | 1806 | 1821 | 1831 | 1836 |
| ---- | ---- | ---- | ---- | ---- | ---- |
| 221  | 210  | 198  | 209  | 249  | 253  |

## Pour approfondir